# Grande Garonne
Die Grande Garonne ist ein kleiner Fluss im Südosten Frankreichs, der im Département Var der Region Provence-Alpes-Côte d’Azur, an der Westflanke des Massif de l’Estérel, nördlich der Stadt Fréjus verläuft.

## Geographie

### Verlauf
Der Fluss entspringt unter dem Namen Rouflon beim Col de la Pierre du Coucou im südlichen Gemeindegebiet von Bagnols-en-Forêt. Er entwässert in südlicher Richtung durch ein zunächst kaum besiedeltes Gebiet und erreicht bei Puget-sur-Argens schließlich den Großraum von Fréjus, wo er seinen Namen auf Vernède ändert. Er quert hier die Autobahn A8, umläuft den Stadtkern von Fréjus im Westen, nimmt seinen definitiven Namen an und erreicht südlich von Fréjus den Reyran, einen hier kanalisierten Nebenfluss des Argens. Diesem folgt er parallel etwa 700 Meter, dreht dann nach rechts ab und mündet kurz danach als linker Nebenfluss in den Argens, der selbst etwa 1,5 Kilometer weiter das Mittelmeer erreicht.

### Orte am Fluss
(Reihenfolge in Fließrichtung)
- La Lieutenante, Gemeinde Puget-sur-Argens
- Cabran, Gemeinde Puget-sur-Argens
- Ronflon, Gemeinde Puget-sur-Argens
- Puget-sur-Argens
- * Les Vernèdes, Gemeinde Puget-sur-Argens
- Le Puisset, Gemeinde Fréjus